# 雅迪尔·莫里纳
雅迪爾·莫里納（Yadier Molina，1982年7月13日—）出生於波多黎各巴亚蒙，是美國職棒大聯盟聖路易紅雀的捕手，他來自於著名的莫里納捕手世家，他的兩個胞兄班基·莫里納（Bengie Molina）和荷西·莫里納都是大聯盟的捕手。莫里纳被认为是大联盟中守备最好的捕手之一。他的盗垒阻杀率高达46%，牵制出局数也在所有大联盟捕手中排名第一。

## 早年生活以及家庭
莫里納出生於波多黎各的巴亚蒙，如今安家於上維加，賽季中則住在伊利諾斯州的凱西維爾（Caseyville）。他和妻子擁有一個兒子，于2008年10月出生。雅迪爾·莫里納的兩個哥哥班基·莫里納（Bengie Molina）和荷西分別是退休球員和前坦帕灣光芒的捕手，他們都認為雅迪爾是他們三兄弟中實力最強的。他們也是大聯盟中唯一全部獲得過世界大賽冠軍的三兄弟。

## 职业生涯
2004年莫里纳首次登上大联盟，作为红雀队的替补捕手。他在当年世界大赛第四场先发蹲捕。賽季結束後，球隊原先發捕手麥克·馬塞尼（Mike Matheny）離開球隊，莫里納因此也成為了球隊的主力捕手。2005年開季階段莫里納的打擊不太理想，但他慢慢找回了感覺，整個賽季打擊率為2成52，擊出8支全壘打和49分打點。2006賽季開始之前，莫里納將背號從41號改成4號。這一年紅雀奪得了世界大賽冠軍，莫里納為球隊作出了很大的貢獻，其中在國聯冠軍賽第7場的比賽中，他在9局上半從紐約大都會的艾倫·海爾曼（Aaron Heilman）手中擊出兩分全壘打，幫助球隊以3比1獲勝，進入世界大賽。之后的几个赛季莫里纳在打击方面有了很大的提高，2008年更是将打击率提高到3成以上。2008年1月14日，莫里纳和球队签下了四年总价值1550万美元的合约。该赛季结束后，他首次获得了金手套奖。2009年莫里纳首次入选了全明星赛，并以先发捕手的身份登场。

### 国际赛事
莫里纳代表波多黎各参加了2006年、2009年、2013年和2017年四届世界棒球经典赛。